# Far Away Eyes
Singles de The Rolling Stones
Hot Stuff
(1976) Beast of Burden / When the Whip Comes Down
(1978)
Clip vidéo
[vidéo] « «Far Away Eyes» », sur YouTube
Pistes de Some Girls
Lies
(5) Respectable
(7)
Far Away Eyes est une chanson du groupe de rock The Rolling Stones, parue d'abord sur le single Miss You aux États-Unis le 10 mai 1978 et au Royaume-Uni le 26 mai 1978, puis sur l'album Some Girls le 9 juin 1978.

## Inspiration et composition
Mick Jagger et Keith Richards ont beaucoup travaillé ensemble à l'écriture et à la composition de la chanson, qui a été enregistrée à la fin de 1977. Une version pirate chantée par Richards existe. Les Stones, fans de musique country, ont incorporé de nombreux aspects du Bakersfield Sound dans la chanson. Les paroles traitent de la solitude de la vie et des possibilités de trouver l'amour. Les couplets de la chanson sont à moitié chantés, à moitié parlés, interprétés par Mick Jagger parodiant l'accent du sud-américain.
Far Away Eyes présente notamment l'utilisation par Ronnie Wood d'une pedal steel guitar dans les solos et les arrangements, un instrument utilisé sur d'autres chansons de l'album telles que Shattered et When the Whip Comes Down. Il convient également de noter la base et le rythme lent de Charlie Watts et Bill Wyman. Richards jouait de la guitare acoustique et électrique ; et le piano avec Mick Jagger.
Dans une interview de 1978 avec le magazine Rolling Stone, Jagger a déclaré : « Vous savez, lorsque vous traversez Bakersfield un dimanche matin ou un dimanche soir - je l'ai fait il y a environ six mois - toutes les stations de musique country commencent à diffuser du gospel en direct depuis Los Angeles, et c'est de cela que parle la chanson, mais la chanson parle vraiment du fait de conduire seul, d'écouter la radio ».

## Postérité
Les Rolling Stones ont joué Far Away Eyes occasionnellement en concert depuis qu'elle fait partie du répertoire. Une version live enregistrée en 2006, lors de la tournée A Bigger Bang, a été incluse dans le film et l'album live Shine a Light. Le 20 mai 2013, les Stones ont interprété la chanson à Los Angeles dans le cadre de la tournée 50 and Counting. Pendant la tournée Zip Code en 2015, le groupe a interprété la chanson au LP Field le 17 juin 2015 de Nashville, dans le Tennessee. Un enregistrement live datant de juillet 1995 a été inclus sur l'album de 2016 Totally Stripped.
La chanson a été reprise par The Handsome Family sur leur album Smothered and Covered en 2002.

## Vidéo promotionnelle
Le clip vidéo officielle pour promouvoir la chanson est réalisée par Michael Lindsay-Hogg, qui a réalisé plusieurs autres vidéos pour le groupe, dont Start Me Up, Jumpin' Jack Flash et Fool to Cry et a par ailleurs réalisé d'autres clips pour les Beatles et les Who.

## Personnel
Crédités :
- Mick Jagger : chant, piano, chœurs
- Keith Richards : guitare acoustique, guitare électrique, piano, chœurs
- Ron Wood : pedal steel guitar, chœurs
- Bill Wyman : basse
- Charlie Watts : batterie